# اریکا جیوانا کلین
اریکا جیوانا کلین (انگلیسی: Erika Giovanna Klien؛ ۱۲ آوریل ۱۹۰۰ – ۱۹۵۷) یک نقاش اهل اتریش بود.